# بروس دیویدسون (سوارکار)
بروس دیویدسون (انگلیسی: Bruce Davidson؛ زادهٔ ۳۱ دسامبر ۱۹۴۹) سوارکار اهل ایالات متحده آمریکا بود.
وی در مسابقات کشوری و بین‌المللی در مجموع برندهٔ ۷ مدال طلا، ۴ مدال نقره، ۲ مدال برنز شده‌است.